# Jeannette Pennings
Jeannette Ingeborg Cornelia Pennings (Alphen aan den Rijn, 8 oktober 1977) is een Nederlandse bobsleester en atlete.

## Loopbaan
Jeannette Pennings is actief in de internationale bobsleesport sinds 2000. Ze is remmer in een tweemansbob en maakt haar afdaling doorgaans met Ilse Broeders. Daarnaast is zij actief in de atletieksport en is zij de zuster van meervoudig hoogspringkampioen en nationaal recordhouder hoogspringen Wilbert Pennings.
Tijdens de Olympische Winterspelen 2002 in Salt Lake City deden Broeders en Pennings voor het eerst mee aan de Olympische Spelen op het onderdeel tweemansbob. Ondanks dat ze vooraf getipt werden als outsiders voor een medaille, konden ze hier niet aan voldoen. Ze werden tiende in 1.39,37.
In het seizoen 2005/2006 kwalificeerde Nederland zich al snel met twee vrouwenbobs voor de Olympische Winterspelen 2006 in Turijn. De samenstelling van de bobs was echter nog niet bekend. Ilse Broeders en Eline Jurg waren de enige stuurders en dus verzekerd van een plaatsje in een bob. Om te bepalen welke remmers er mee zouden gaan, werd er in januari 2006 een startwedstrijd georganiseerd in het Duitse Oberhof. Christel Bertens werd het grootste slachtoffer. De vaste remster van Eline Jurg eindigde als vierde achter Jeannette Pennings, Kitty van Haperen en Urta Rozenstruik.
Pennings vormde in Turijn een duo met Broeders en Jurg ging aan de slag met Van Haperen. Rozenstruik kon vanaf de zijlijn slechts toekijken. In de eerste run mochten Broeders/Pennings als eerste Nederlandse bob van start, maar kwamen al in het bovenste gedeelte van de baan in de problemen. Een harde crash was het gevolg, waarna de bob over de kop over de baan naar beneden gleed. De dames mankeerden lichamelijk niets, maar waren geestelijk dusdanig van slag dat de overige runs niet aan de start werd verschenen. Mede door de crash werden Jurg/Van Haperen uit hun concentratie gehaald, waardoor de prestaties ietwat tegenvielen. Een top zes notering was vooraf het doel, uiteindelijk werd dit na vier runs een elfde plaats.
Naast bobsleeër is Jeanette Pennings ook sprintster, die meerdere malen meedeed aan de Nederlandse atletiekkampioenschappen. Op de Nederlandse indoorkampioenschappen in 2003 behaalde ze een derde plaats door in de finale 60 m 7,60 s te lopen. Op de NK outdoor dat jaar werd ze op de 100 m met 12,12 zesde. Op de 200 m bereikte ze de finale en werd met 24,68 vijfde, ruim 1 seconde na de winnares Jacqueline Poelman (23,50).
Pennings is aangesloten bij de atletiekvereniging Hellas in Utrecht.

## Persoonlijke atletiekrecords
| Discipline   | Prestatie | Datum            | Plaats    |
| ------------ | --------- | ---------------- | --------- |
| 60 m (ind.)  | 7,60 s    | 25 januari 2003  | Zuidbroek |
| 100 m        | 12,04 s   | 7 juni 2003      | Leiden    |
| 200 m        | 24,92 s   | 13 juli 2003     | Amsterdam |
| 100 m horden | 14,16 s   | 16 augustus 2003 | Oordegem  |